# Matveevite
La matveevite è una varietà di benyacarite ricca di magnesio e alluminio, fino al 2006 era considerata una specie a sé stante.